# Langley (circonscription britanno-colombienne)
Pour les articles homonymes, voir Langley.
Circonscription électorale provinciale du Canada

Circonscription de Langley en 2015

Langley est une ancienne circonscription provinciale de la Colombie-Britannique représentée à l'Assemblée législative de la Colombie-Britannique de 1966 à 2024.

## Géographie
La circonscription représente la municipalité de Langley au sud-ouest de Vancouver.

## Liste des députés
1966-1986
| Législature                            | Années                                 | Député                                 | Député                                 | Parti                                  |
| Langley Circonscription issue de Delta | Langley Circonscription issue de Delta | Langley Circonscription issue de Delta | Langley Circonscription issue de Delta | Langley Circonscription issue de Delta |
| -------------------------------------- | -------------------------------------- | -------------------------------------- | -------------------------------------- | -------------------------------------- |
| 28e                                    | 1966–1969                              |                                        | Hunter Bertram Vogel                   | Créditiste                             |
| 29e                                    | 1969–1972                              |                                        | Hunter Bertram Vogel                   | Créditiste                             |
| 30e                                    | 1972–1975                              |                                        | Robert Howard McClelland               | Créditiste                             |
| 31e                                    | 1975–1979                              |                                        | Robert Howard McClelland               | Créditiste                             |
| 32e                                    | 1979–1983                              |                                        | Robert Howard McClelland               | Créditiste                             |
| 33e                                    | 1983–1986                              |                                        | Robert Howard McClelland               | Créditiste                             |

1986-1991
| Législature | Années    | Député | Député     | Parti      | Député | Député       | Parti      |
| ----------- | --------- | ------ | ---------- | ---------- | ------ | ------------ | ---------- |
| 34e         | 1986–1988 |        | Carol Gran | Créditiste |        | Dan Peterson | Créditiste |

1991-2024
| Législature                                                            | Années    | Député | Député         | Parti         |
| ---------------------------------------------------------------------- | --------- | ------ | -------------- | ------------- |
| 35e                                                                    | 1991–1996 |        | Lynn Stephens  | Libéral       |
| 36e                                                                    | 1996–2001 |        | Lynn Stephens  | Libéral       |
| 37e                                                                    | 2001–2005 |        | Lynn Stephens  | Libéral       |
| 38e                                                                    | 2005–2009 |        | Mary Polak     | Libéral       |
| 39e                                                                    | 2009–2013 |        | Mary Polak     | Libéral       |
| 40e                                                                    | 2013–2017 |        | Mary Polak     | Libéral       |
| 41e                                                                    | 2017–2020 |        | Mary Polak     | Libéral       |
| 42e                                                                    | 2020–2024 |        | Andrew Mercier | Néo-démocrate |
| Circonscription abolie, voir Langley-Willowbrook et Langley-Abbotsford |           |        |                |               |